# مایکل تیلسن تامس
مایکل تیلسن تامس (انگلیسی: Michael Tilson Thomas؛ زادهٔ ۲۱ دسامبر ۱۹۴۴) یک رهبر ارکستر، نوازنده پیانو، آهنگ‌ساز، موسیقی‌دان و مدرس موسیقی اهل ایالات متحده آمریکا است.
او دانش‌آموختهٔ رشتهٔ آهنگسازی در دانشگاه کالیفرنیای جنوبی (یو.اس.سی) است.
وی همچنین برندهٔ جوایزی همچون نشان ملی هنر شده‌است.